# 막툼 빈 라시드 알막툼 스타디움
막툼 빈 라시드 알막툼 경기장(아랍어: ملعب مكتوم بن راشد آل مكتوم, 영어: Maktoum Bin Rashid Al Maktoum Stadium)은 아랍에미리트의 두바이에 위치한 다목적 경기장이다. 현재 축구 경기에 주로 사용되고 있으며 UAE 아라비안 걸프 리그의 알샤바브의 홈구장으로 사용되고 있다. 수용 인원은 12,000명이다.